# 无极林

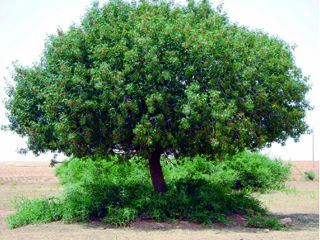
酸枣树

无极林（阿拉伯语：‎），意为“極境的酸棗樹”，仝道章音译为“惜德樹”，是伊斯兰教信仰中的一颗迷一般的酸棗樹，它位于第七层天的边界，无极林以外的境界是受造物无法跨越到的。根据伊斯兰教信仰，在穆罕默德夜行登霄时，大天使吉卜利勒曾带领他达到这颗树前。
关于这棵树，古兰经第53章《星宿》（奈智姆）第10至18节写道：
他把他所應啟示的啟示他的僕人，他的心沒有否認他所見的。難道你們要為他所見的而與他爭論嗎？他確已見他二次下降，在極境的酸棗樹旁，那裏有歸宿的樂園。當酸棗樹蒙上一層東西的時候，眼未邪視，也未過分；他確已看見他的主的一部分最大的跡象。
根据圣训，在这里，“二次下降”的是吉卜利勒，穆罕默德在无极林看到了大天使的真正形态，其有六百个翼，覆盖了天地间的整个视野。但穆罕默德并未看到安拉。
阿布德·阿尔拉合曼·伊本·纳西尔·阿萨迪的一部现代古兰经评注中是这样阐释无极林的：
它是第七层天上的一颗非常大的树，他被称为极境的酸枣树是因为从地上飞升和从天上降下的都在彼处中止，包括天启以及其他事物。它是极境，或受造物的知识所能接近到天堂和人间之上之存在的极限。所以，它是人类认知和其他事物的极限。主通晓此事。因此，穆罕默德在纯净美善之地看见了大天使吉卜力勒、超越（天外）的灵魂……
阿卜杜拉·优素福·阿里的《古兰经文本、译文以及评注》是英语古兰经译本中最为著名者之一，其中对此树如此解释道：“它是对人所揭示的天启的界限，天使和人类都无法越过它。”